# 郑传福
郑传福（1951年—），安徽凤阳人。中国人民解放军中将。
曾经担任中国人民解放军第24集团军副军长。2002年，升任北京卫戍区副司令员兼参谋长。2003年，任山西省军区司令员。2005年，任北京军区副参谋长。2006年，任内蒙古军区司令员。2009年，任北京卫戍区司令员。2013年12月，升任北京军区副司令。
2011年，晋升为中将军衔。